# فريق الفرسان للاستعراض الجوي
فريق الفرسان للاستعراض الجوي. (بالإنجليزية: The Horsemen Aerobatic Team)‏. هو فريق استعراض جوي أمريكي

## الفريق
فريق الفرسان للاستعراض الجوي هو P-51 الوحيد في العالم الذي يحلق بطائرات من طراز موستانج، لوكهيد بي-38 لايتنغ ، فوغت إف 4 يو كورسير ، إف 8 إف بيركات ، و نورث أمريكان إف-86 سابر في تشكيل الفريق الهوائية، تتألف من ثلاثة طيارين من قوات طائر الحرب (warbird). وتتمثل مهمة الفرسان في «زيادة الاهتمام بعالم الطيران التاريخي وتذكير أجيال المستقبل بكيفية مساعدة هذه الآلات القوية الحلفاء على تغيير نتائج الحرب العالمية الثانية والحرب الكورية وحرب فيتنام».